# Rudgea interrupta
Rudgea interrupta är en måreväxtart som beskrevs av George Bentham. Rudgea interrupta ingår i släktet Rudgea och familjen måreväxter. Inga underarter finns listade i Catalogue of Life.